# Polarfuchszentrum

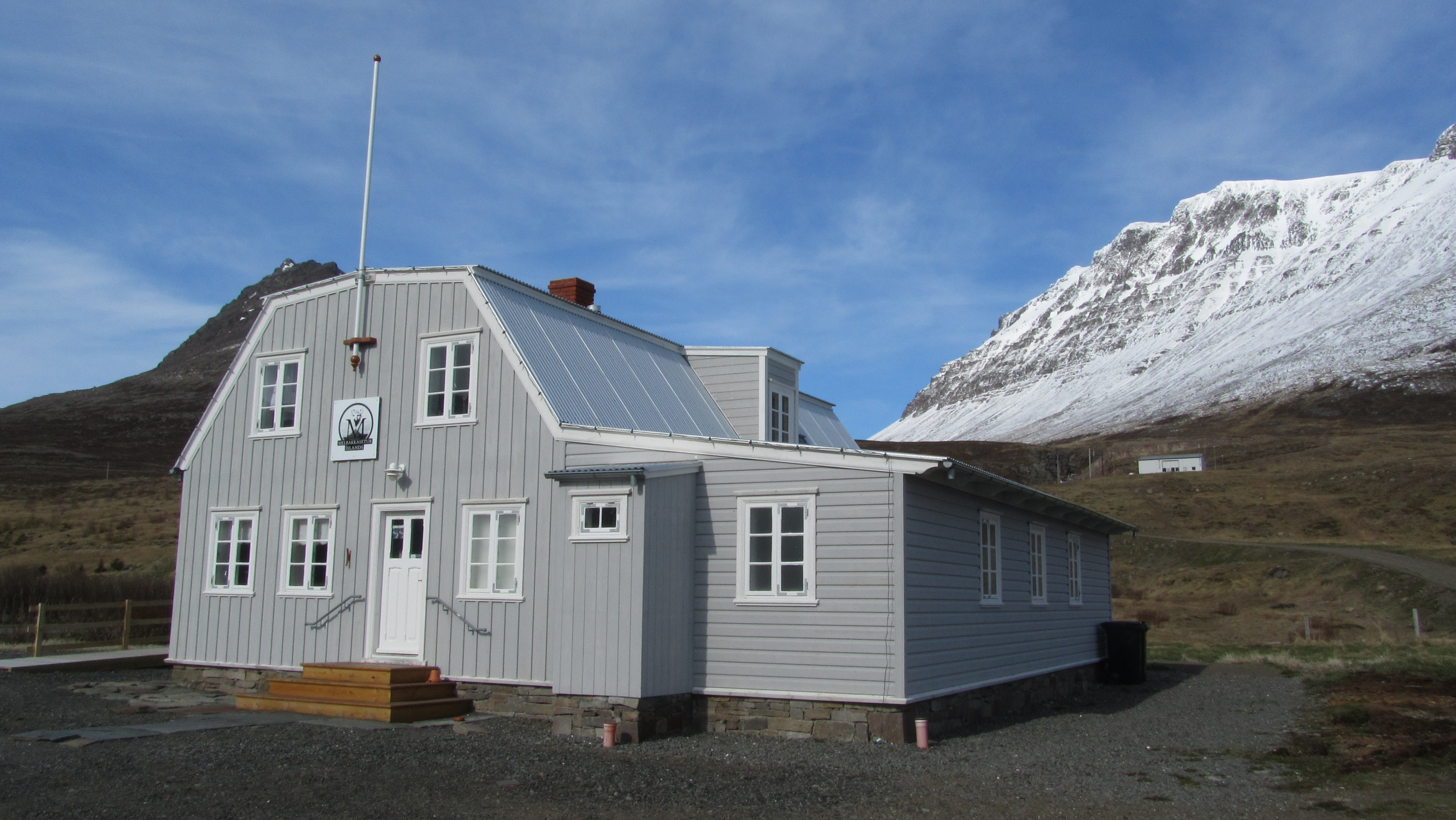
Das Polarfuchszentrum in Súðavík

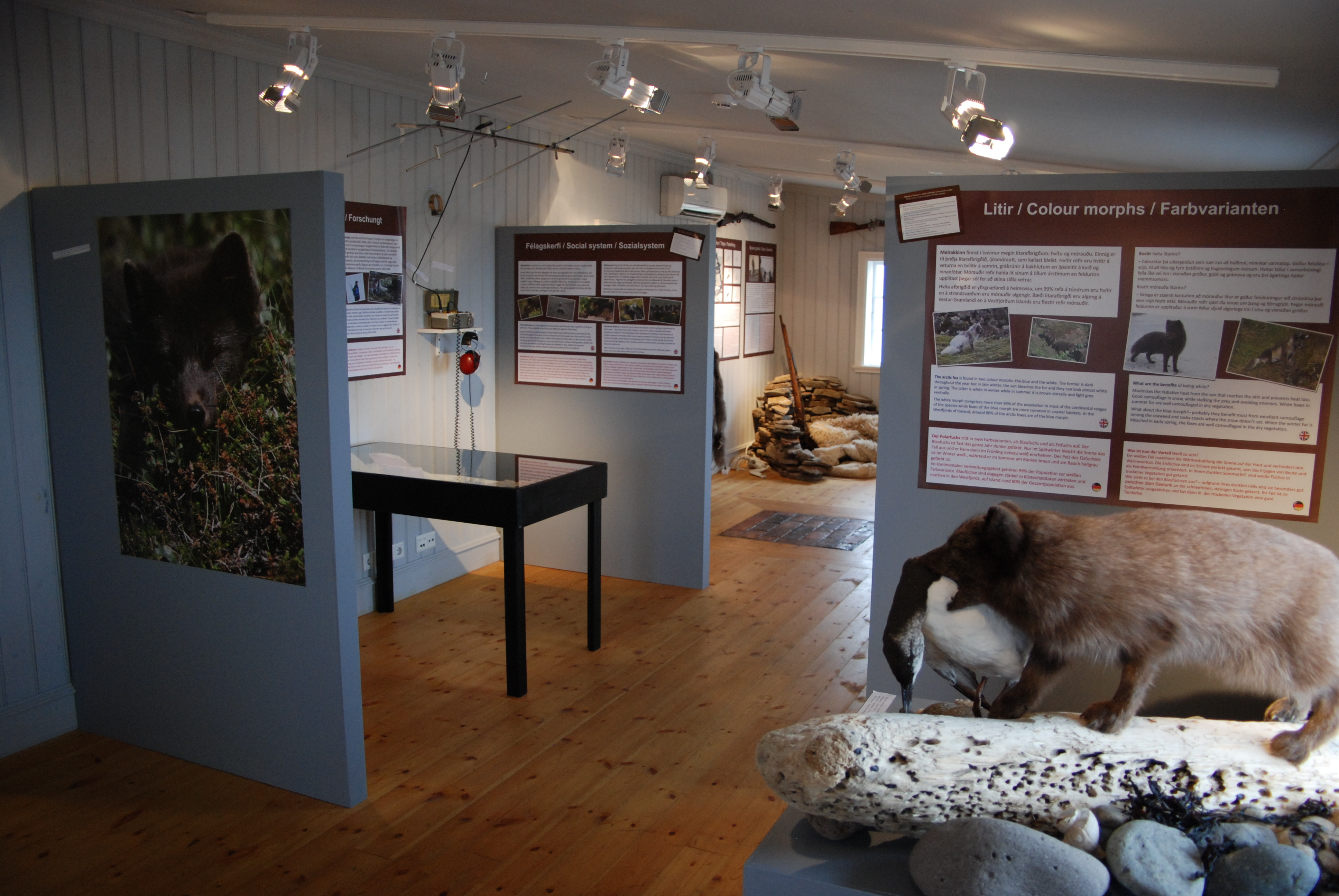
Das Museum des Polarfuchszentrums

Das Polarfuchszentrum (Isländisch: Melrakkasetur) ist ein Forschungszentrum mit angeschlossenem Café und einer Ausstellung in der Gemeinde Súðavík in den Westfjorden Islands. Das Zentrum konzentriert sich auf den Polarfuchs (Vulpes lagopus), das einzige natürlich vorkommende Landsäugetier Islands. Das Polarfuchszentrum wurde 2007 von Anwohnern gegründet. Der Ökotourismus wird besonders gefördert und das Zentrum ist ein Non-Profit-Partner der Organisation One Percent for the Planet und Mitglied der  Initiative The Wild North.

## Das Gebäude
Die Ausstellung und das Café sind in einem Haus aus dem letzten Jahrzehnt des 19. Jahrhunderts untergebracht. Es liegt im neuen Teil Súðavíks und überblickt den Álftafjörður. In den letzten Jahren wurde das Haus von der Gemeindeverwaltung renoviert und hergerichtet.

## Die Ausstellung
Das Museum besteht aus zwei Teilen. Der erste Teil ist dem Polarfuchs in seiner natürlichen Umgebung und der Forschung gewidmet. Mehrere ausgestopfte Polarfüchse weißer, blauer und beiger Farbe werden ausgestellt. Dreisprachige Plakate (in Isländisch, Deutsch und Englisch) behandeln die Verbreitung, Genetik, Forschung und Reproduktion. Der zweite Teil der Ausstellung beschäftigt sich mit der isländischen Tradition der Fuchsjagd. Viele originale Objekte wie Fallen, Flinten und zusätzliche Ausrüstung ist zu sehen. Ein zweiter Raum beherbergt Bücher mit legendären Jagdabenteuern sowie Interviews und Fotos von Jägern.

## Forschung und Ehrenamt
Die Forschung ist auf drei Gebiete spezialisiert. Die Interaktion zwischen Touristen und Füchsen, das Sezieren und die Analyse von Kadavern sowie das Schätzen der Population in den Westfjorden.
Die meisten Beobachtungen zu der Population und dem Verhalten gegenüber Touristen werden im Naturschutzgebiet Hornstrandir durchgeführt, welches ein beliebtes Wandergebiet ist. Die Forschung wurde in letzter Zeit jedoch auch auf andere Gebiet der Westfjorden ausgedehnt. Jedes Jahr werden dafür Freiwillige gesucht, die für einige Tage Füchse beobachten. Das Ziel ist es, einen nachhaltigen Tourismus durchzusetzen, da das Interesse an der Region und an den Füchsen stetig zunimmt. Besonders Fotografen sind speziell an der Tierwelt interessiert. Die ersten Ergebnisse sind bereits vorhanden und sie zeigen, dass weitere Forschung nötig ist um den Effekt von Touristen auf die Füchse genauer zu quantifizieren. Zusätzlich ist das Polarfuchs Zentrum Mitglied von The Wild North und der erste Non-Profit-Partner Islands von One Percent for the Planet.